# André Onana
André Onana Onana (n. 2 aprilie 1996, Provincia Centru, Camerun, Camerun) este un fotbalist camerunez, care joacă pe post de portar la Manchester United în Premier League. Pe plan internațional, are prezențe la națională pentru Camerun.

## Cariera de jucător
Nascut în Nkol Ngok, Onana s-a alăturat Barcelonei în 2010, la vârsta de 13 ani, după ce a început la Fundația Samuel Eto'o. La începutul lunii ianuarie 2015, a fost anunțat că se va alătura echipei olandeze Ajax în iulie 2015. Transferul a fost făcut mai târziu în acea lună. A debutat pentru Jong Ajax în Eerste Divisie în februarie 2015. A semnat un nou contract cu Ajax în mai 2017, până în 2021. În martie 2019, a semnat un nou contact, până în iunie 2022.

## Palmares

### Club
Ajax
- UEFA Europa League: vice-campion 2016-17[13]

## Statistici
| Club          | Sezon         | Campionat      | Campionat | Campionat | Cupă | Cupă | Altele | Altele | Total | Total |
| Club          | Sezon         | Divizie        | M         | G         | M    | G    | M      | G      | M     | G     |
| ------------- | ------------- | -------------- | --------- | --------- | ---- | ---- | ------ | ------ | ----- | ----- |
| Jong Ajax     | 2014–15       | Eerste Divisie | 13        | 0         | —    | —    | —      | —      | 13    | 0     |
| Jong Ajax     | 2015–16       | Eerste Divisie | 24        | 0         | —    | —    | —      | —      | 24    | 0     |
| Jong Ajax     | 2016–17       | Eerste Divisie | 2         | 0         | —    | —    | —      | —      | 2     | 0     |
| Jong Ajax     | Total         | Total          | 39        | 0         | 0    | 0    | 0      | 0      | 39    | 0     |
| Ajax          | 2016–17       | Eredivisie     | 32        | 0         | 0    | 0    | 14     | 0      | 46    | 0     |
| Ajax          | 2017–18       | Eredivisie     | 33        | 0         | 1    | 0    | 4      | 0      | 38    | 0     |
| Ajax          | 2018–19       | Eredivisie     | 25        | 0         | 3    | 0    | 14     | 0      | 42    | 0     |
| Ajax          | Total         | Total          | 90        | 0         | 4    | 0    | 32     | 0      | 126   | 0     |
| Total carieră | Total carieră | Total carieră  | 129       | 0         | 4    | 0    | 32     | 0      | 165   | 0     |